# Hello, I Love You
Pour les articles homonymes, voir Hello.
Singles de The Doors
The Unknown Soldier
(1968) Touch Me
(1968)
Pistes de Waiting for the Sun
Love Street
Hello, I Love You est une chanson des Doors, parue en 1968 sur leur troisième album, Waiting for the Sun. Tirée en single, elle se classa en tête des charts aux États-Unis. Son riff d'ouverture a été comparé à celui de la chanson des Kinks All Day and All of the Night.

## Reprises
- The Cure l’a reprise en 1990.
- Cory Monteith reprend la chanson dans le 14e épisode de la première saison de la série télévisée Glee.